# 한규진 (1979년)
한규진(1979년 6월 7일 ~ )은 대한민국의 음악프로듀서 및 연예인 매니저이다. 

## 생애
강원도 홍천군에서 태어났다. 1998년 보이그룹 유턴의 메인보컬로 데뷔하였고, 이후 많은 성장과정을 거쳐 2001년 삼성디지털창작제 디지털 오디오 부문 대상을 수상하며, 빠른 음악행보를 이어왔다. 